# Xã Twelve Mile, Quận Williams, Bắc Dakota
Xã Twelve Mile (tiếng Anh: Twelve Mile Township) là một xã thuộc quận Williams, tiểu bang Bắc Dakota, Hoa Kỳ. Năm 2010, dân số của xã này là 74 người.